# Monastère d'El Paular
Le monastère royal Sainte-Marie d'El Paular (en espagnol Real Monasterio de Santa María de El Paular) a été pendant quatre cent-cinquante ans, depuis sa fondation en 1390, un monastère de l'ordre des Chartreux. Sécularisé en 1835, puis abandonné, il fut cédé en 1954 aux Bénédictins et est actuellement une abbaye bénédictine. Il est situé dans la commune de Rascafría, dans le nord-ouest de la Communauté de Madrid (Espagne), dans la vallée du Lozoya, au pied de la Sierra de Guadarrama.

## Origines
Les travaux de construction du monastère commencèrent en 1390, sur ordre d'Henri II de Castille, et se poursuivirent pendant plusieurs siècles. Ce fut la première fondation de l'ordre de saint Bruno en Castille. L'endroit fut choisi par le monarque, qui aurait décidé que le monastère fût de l'ordre des Chartreux parce que son armée avait incendié un monastère de cet ordre pendant la guerre qu'il menait en France. Henri II avait indiqué à son fils, le futur Jean Ier de Castille, le lieu exact de la construction, près d'un ermitage alors connu sous le nom de Santa María de El Paular. Cet ermitage subsiste encore aujourd'hui sous l'appellation de chapelle Notre-Dame de Montserrat.

## Construction

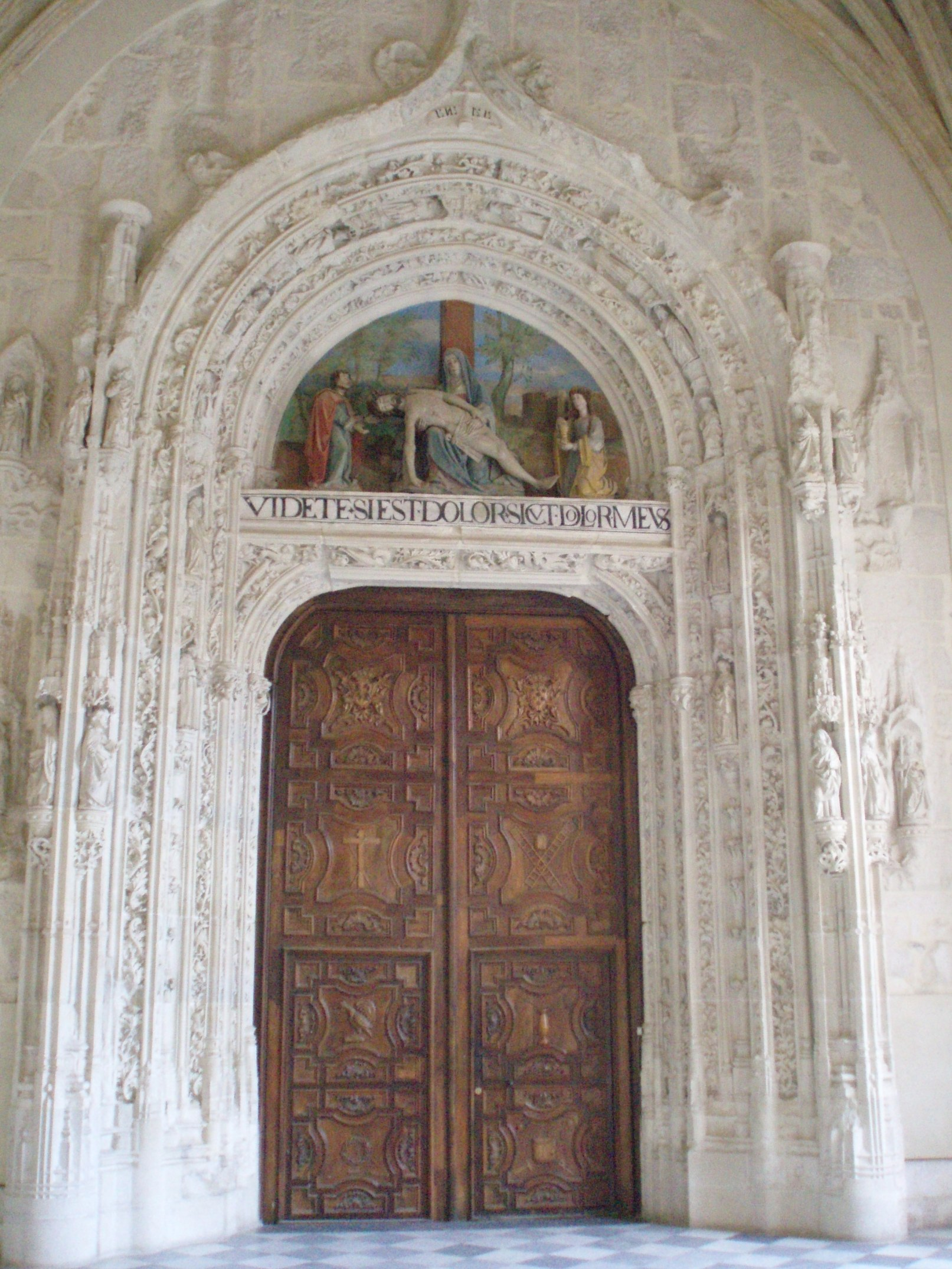
Entrée Renaissance de l’église du monastère

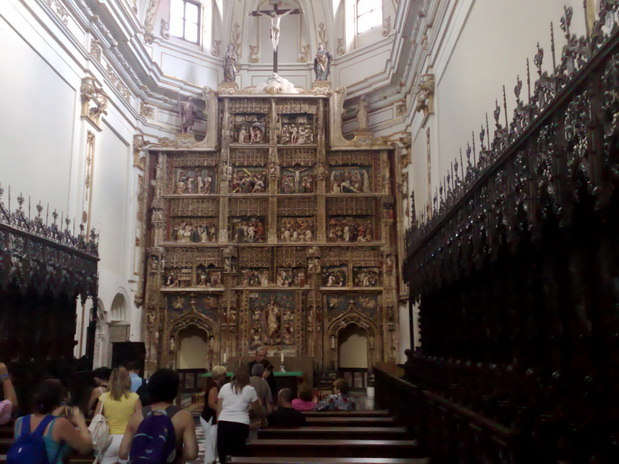
Retable principal du monastère d’El Paular

Le projet comprenait trois édifices : le monastère, l'église et un palais à l'usage des rois. Y participèrent tout d'abord différents maîtres et architectes, comme Rodrigo Alfonso, qui œuvra aussi dans la cathédrale de Tolède, le Morisque Abderramán, auquel on doit le réfectoire de style gothico-mudéjar, et Jean Goas, auteur de l'atrium et du portail de l'église et du cloître des moines, où se dresse un petit temple octogonal qui abrite une fontaine. Un siècle plus tard, à la fin du XVe siècle, on y trouve les architectes Juan Gil et Rodrigo Gil de Hontañón. Ce dernier réalisa notamment le portail donnant accès à la cour de l'Ave Maria, dans le palais.
L'église prit sa forme définitive sous le règne d'Isabelle la Catholique (1475–1504). C'est la partie la plus remarquable de l'ensemble. La grille qui sépare les fidèles des moines est un véritable chef-d'œuvre, réalisé par le moine cartusien Francisco de Salamanca. Les stalles du chœur, qui avaient été transférées en 1883 à la basilique Saint-François le Grand de Madrid, ont été ramenées en 2003 à leur emplacement d'origine. Elles furent taillées dans le noyer au XVIe siècle par l'artiste ségovien Bartolomé Fernández, qui a également créé les stalles de l'église du monastère d'El Parral à Ségovie.
La pièce maîtresse est toutefois le retable, réalisé à la fin du XVe siècle en albâtre polychrome. Il figure une série de 17 scènes bibliques au détail extraordinaire. Il semblerait qu'il fut exécuté à Gênes, d'où l'aurait fait venir son donateur, Jean II de Castille, bien que d'autres sources prétendent qu'il aurait été créé in situ par des artistes de l'école de Jean Goas, ce que prouveraient des détritus du même albâtre retrouvés récemment dans le sol de la cour de Matalobos. Il est parfaitement conservé et a dernièrement fait l'objet d'un nettoyage méticuleux qui lui a rendu toute sa splendeur. Deux grands tableaux de Luis Feito (Madrid, 1929), qui déparent quelque peu l'environnement, ont été installés dans la nef pour séparer les espaces autrefois réservés aux moines et aux convers.

## La série de toiles de Vicente Carducho

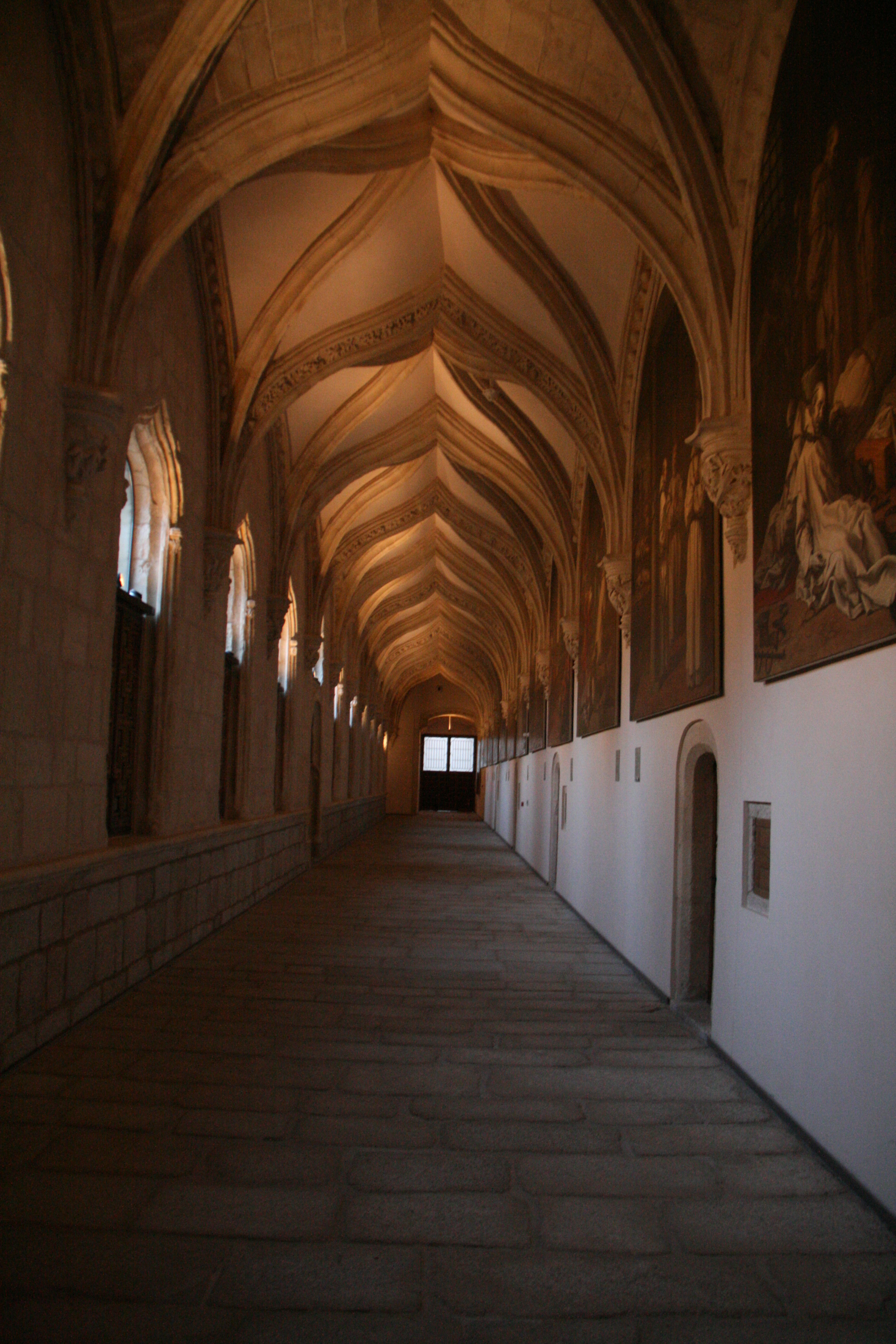
L'intérieur rénové du cloître avec les peintures de Vicente Carducho.

Vicente Carducho, né à Florence en 1568 sous le nom de Vincenzo Carducci était au début du XVIIe siècle l'un des peintres les plus prestigieux de la cour madrilène - contemporain de Vélasquez, il était comme lui peintre du roi. C'est à lui que le prieur Juan de Baeza confia en 1626 la tâche de réaliser, pour les 54 arcades du cloître, autant de tableaux, de grandes dimensions, sur la vie de saint Bruno, le fondateur de l'ordre des Chartreux, et sur l'histoire de l'ordre. Il s'agit de l'œuvre picturale la plus complète et la plus ambitieuse traitant de ce sujet, exemple remarquable de maîtrise de l'espace, d'expression des sentiments et des gestes et d'harmonie des coloris. Carducho mit six ans à achever la décoration du cloître, qui rappelle un peu une peinture murale.
Après la sécularisation du monastère en 1835, les toiles furent tout d'abord transférées au Museo Nacional de Pintura y Escultura de Madrid, puis à sa fermeture, au Prado. Mais comme il n'était pas aisé de trouver suffisamment de place pour exposer ou emmagasiner des œuvres aussi volumineuses, elles furent cédées à différents musées et institutions en Espagne. En 2011, le Prado décida de rassembler à nouveau la collection et, après sa restauration, de la ramener à son emplacement original, à l'exception de deux toiles détruites à Tortosa pendant la guerre civile et de deux autres irrécupérables,.
Une splendide monographie du chercheur allemand Werner Beutler retrace la vie de Carducho et l'histoire de la chartreuse d'El Paular et commente un à un (avec reproductions photographiques à l'appui) tous les cadres du cycle.

## La chapelle du Saint-Sacrement
Les chapelles et le tabernacle forment un ensemble qui fut commencé en 1718 et se substitua à l'ancienne chapelle de forme octogonale qui avait été érigée pour la présentation et l'adoration du Très-Saint. On doit cet ensemble au Cordouan Francisco Hurtado Izquierdo (1669–1725), qui avait déjà réalisé en 1702 la chapelle du Saint-Sacrement de la chartreuse de Grenade. Il s'agit de l'une des plus belles œuvres baroques d'Espagne. Il comprend d'une part la chapelle du Saint-Sacrement proprement dite, de forme hexagonale, qui abrite un tabernacle monumental construit en 1724 en marbres de différentes couleurs, où l'on plaçait un grand ostensoir baroque réalisé en argent par le Cordouan Pedradas, qui a probablement disparu pendant la Guerre d'indépendance espagnole ; d'autre part une structure octogonale comprenant trois autels et quatre chapelles contenant des sculptures en bois représentant différents saints.

## La salle capitulaire
C'est une pièce rectangulaire couverte de trois travées voûtées d'ogives. Lors de sa restauration au XVIIIe siècle, on ajouta un faux entablement orné de putti et de fruits polychromes, ainsi que les armes de Castille sur le mur occidental.
Il possède un retable de style baroque, œuvre de Churriguera, à six colonnes salomoniques dans le corps central, ornées de putti et d'une abondante végétation. La niche centrale du retable contient actuellement une image de L'Immaculée Conception provenant de l'église principale du monastère. On remarque dans la partie centrale supérieure une Crucifixion d'un dramatisme intense.

## Activité économique
Près de l'église et du monastère, les moines cartusiens possédaient une vaste parcelle de terre qu'ils cultivaient avec soin et divers ateliers artisanaux. Des siècles durant, ils pratiquèrent la pêche dans le Lozoya, exploitèrent les bois alentour, élevèrent des troupeaux de brebis et firent fonctionner deux moulins, l'un pour actionner une scierie et l'autre pour fabriquer du papier. Du XVe au XIXe siècle, presque toute la vallée du Lozoya dépendait en grande partie de l'activité agricole, industrielle et commerciale du monastère.
Au XVIIe siècle, quarante ouvriers travaillaient au moulin à papier. C'est là que se fabriquèrent les feuilles de papier sur lesquelles fut imprimée la première édition du Don Quichotte (1604). On avait érigé à l'emplacement du moulin une auberge pour abriter la communauté féminine, qui fut abandonnée en 1950 et dont il ne reste que quelques ruines. On peut par contre identifier, près d'une allée de peupliers qui mène au pont du Pardon, les vestiges des bassins et rigoles qui alimentaient les moulins en eau.

## Sécularisation et abandon
En 1835, la sécularisation frappa de plein fouet le monastère et l'ordre des Chartreux en fut expulsé. Une bonne partie des œuvres d'art que contenait le monastère disparut alors, notamment les retables et autels qui décoraient les murs de l'église et les milliers de livres qu'abritait sa magnifique bibliothèque. En 1876, peu après l'accession au trône d'Alphonse XII, le gouvernement déclara Monument national le Monastère royal de Sainte-Marie d'El Paular, ce qui sauva probablement l'édifice d'une dégradation totale.
Pendant la Guerre civile, Rascafría et El Paular furent occupés par les troupes républicaines, qui mirent à feu à l'église du village et détruisirent le peu qu'il restait de la chartreuse. Après la guerre, alors que les lieux se trouvaient déjà à l'état d'abandon, le gouvernement du général Franco céda en 1954 le monastère à l'ordre des Bénédictins. Vinrent alors s'y installer douze moines de l'abbaye de Valvanera, dans la Rioja, pour en faire un centre religieux et culturel. C'est alors qu'est déployé un plan de restauration qui se poursuit encore actuellement. Aujourd'hui, huit moines de l'ordre de Saint-Benoît maintiennent en vie le vieux monastère.

## El Paular aujourd'hui
Actuellement, les moines continuent à occuper une partie du monastère, qui se trouve à gauche de l’église. Le palais a été reconverti en un hôtel. Le monastère et ses alentours sont devenus un lieu d’excursion apprécié par les habitants de Madrid. En face du monastère se trouve l’arboretum Giner de los Ríos et le pont du Pardon (Puente del Perdón), construit au XVIIIe siècle, qui franchit le Lozoya.

## Sources
- (es) Cet article est partiellement ou en totalité issu de l’article de Wikipédia en espagnol intitulé « Monasterio de Santa María de El Paular » (voir la liste des auteurs).